# Sân vận động World Cup Suwon
Sân vận động World Cup Suwon (tiếng Hàn: 수원월드컵경기장) là một sân vận động bóng đá ở Suwon, Hàn Quốc. Đây là sân nhà của đội bóng K League 1 Suwon Samsung Bluewings kể từ năm 2001. Sân vận động có sức chứa 44.031 chỗ ngồi.

## Các sự kiện bóng đá lớn

### Cúp Liên đoàn các châu lục 2001
| Ngày                | Đội #1   | Kết quả | Đội #2 | Vòng    |
| ------------------- | -------- | ------- | ------ | ------- |
| 30 tháng 5 năm 2001 | México   | 0–2     | Úc     | Bảng A  |
| 3 tháng 6 năm 2001  | Hàn Quốc | 1–0     | Úc     | Bảng A  |
| 7 tháng 6 năm 2001  | Pháp     | 2–1     | Brasil | Bán kết |

### Giải vô địch bóng đá thế giới 2002
Sân vận động World Cup Suwon là một trong những địa điểm tổ chức Giải vô địch bóng đá thế giới 2002, và đã tổ chức các trận đấu sau:
| Ngày                | Đội #1      | Kết quả                | Đội #2           | Vòng        |
| ------------------- | ----------- | ---------------------- | ---------------- | ----------- |
| 5 tháng 6 năm 2002  | Hoa Kỳ      | 3–2                    | Bồ Đào Nha       | Bảng D      |
| 11 tháng 6 năm 2002 | Sénégal     | 3–3                    | Uruguay          | Bảng A      |
| 13 tháng 6 năm 2002 | Costa Rica  | 2–5                    | Brasil           | Bảng C      |
| 16 tháng 6 năm 2002 | Tây Ban Nha | 1–1 (h.p.) (3–2 ph.đ.) | Cộng hòa Ireland | Vòng 16 đội |

## Hình ảnh

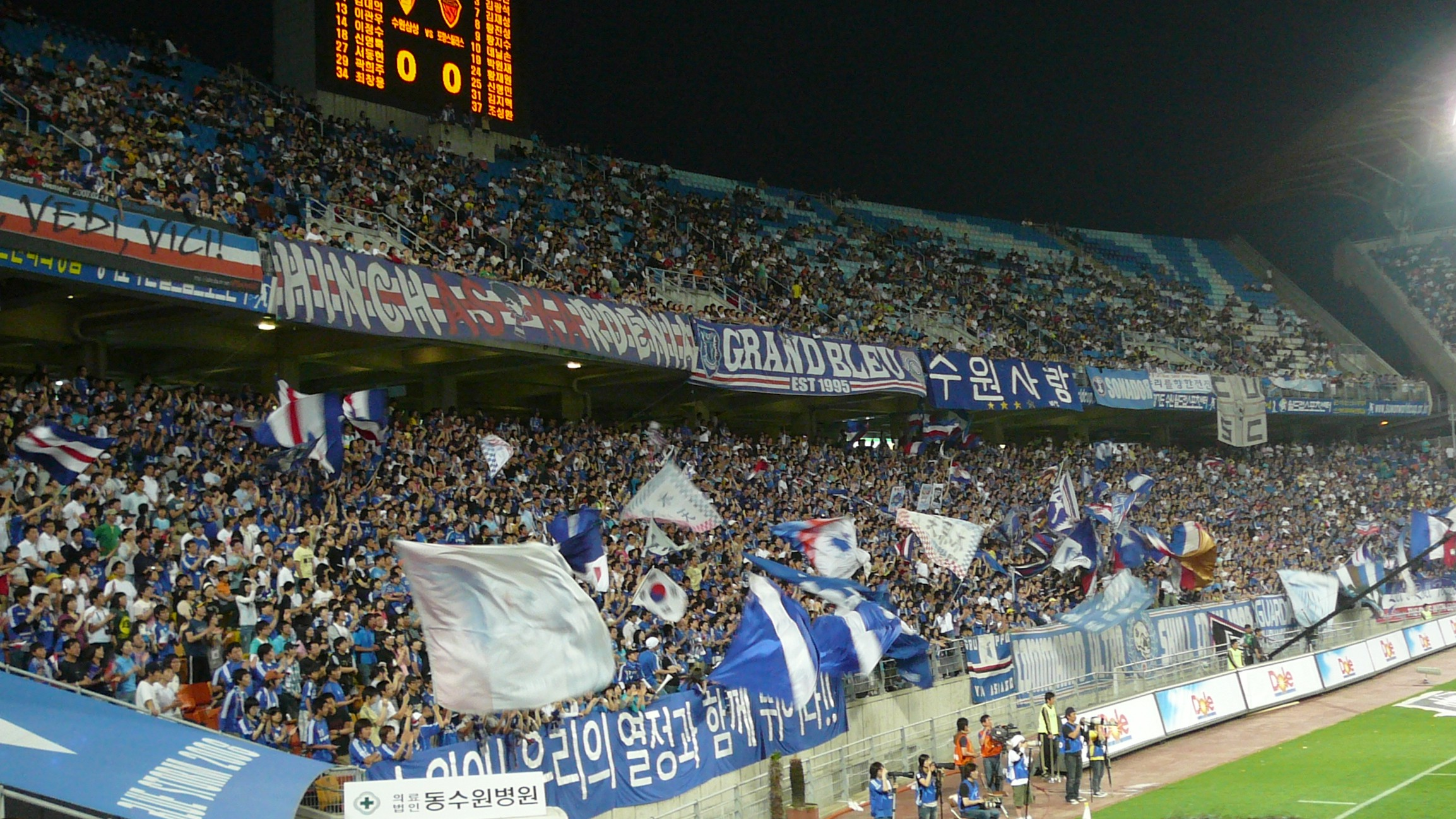
Cổ động viên Suwon Bluewings
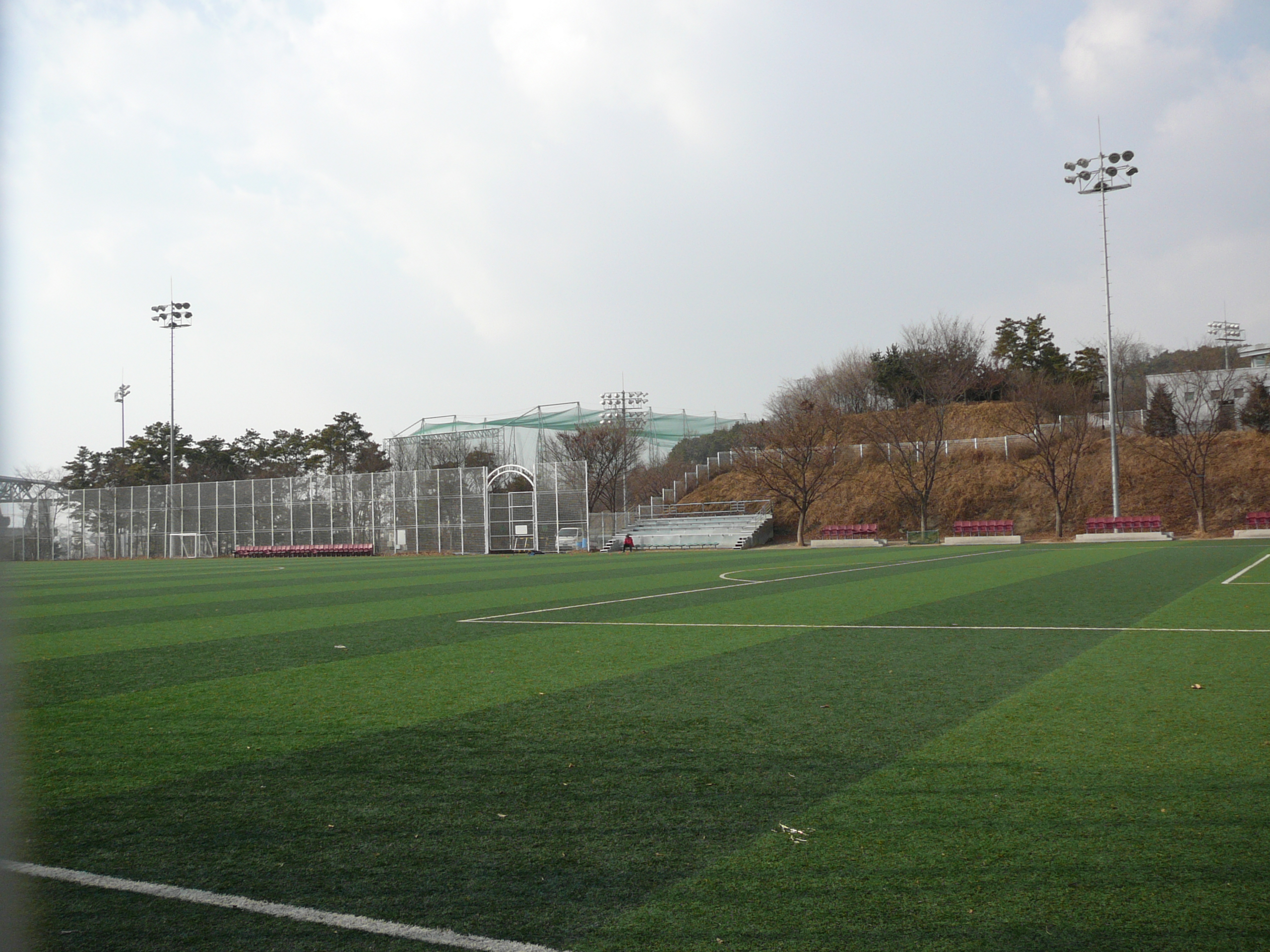
Sân phụ
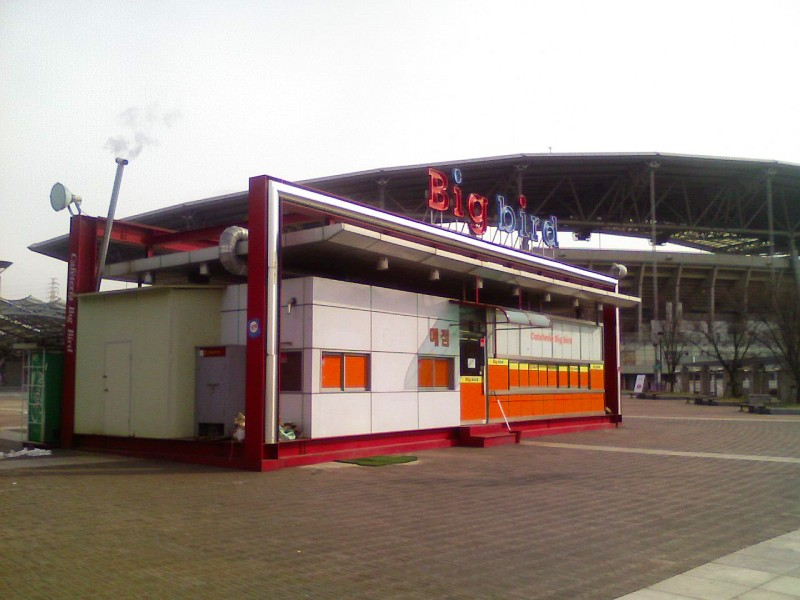
Quán cà phê
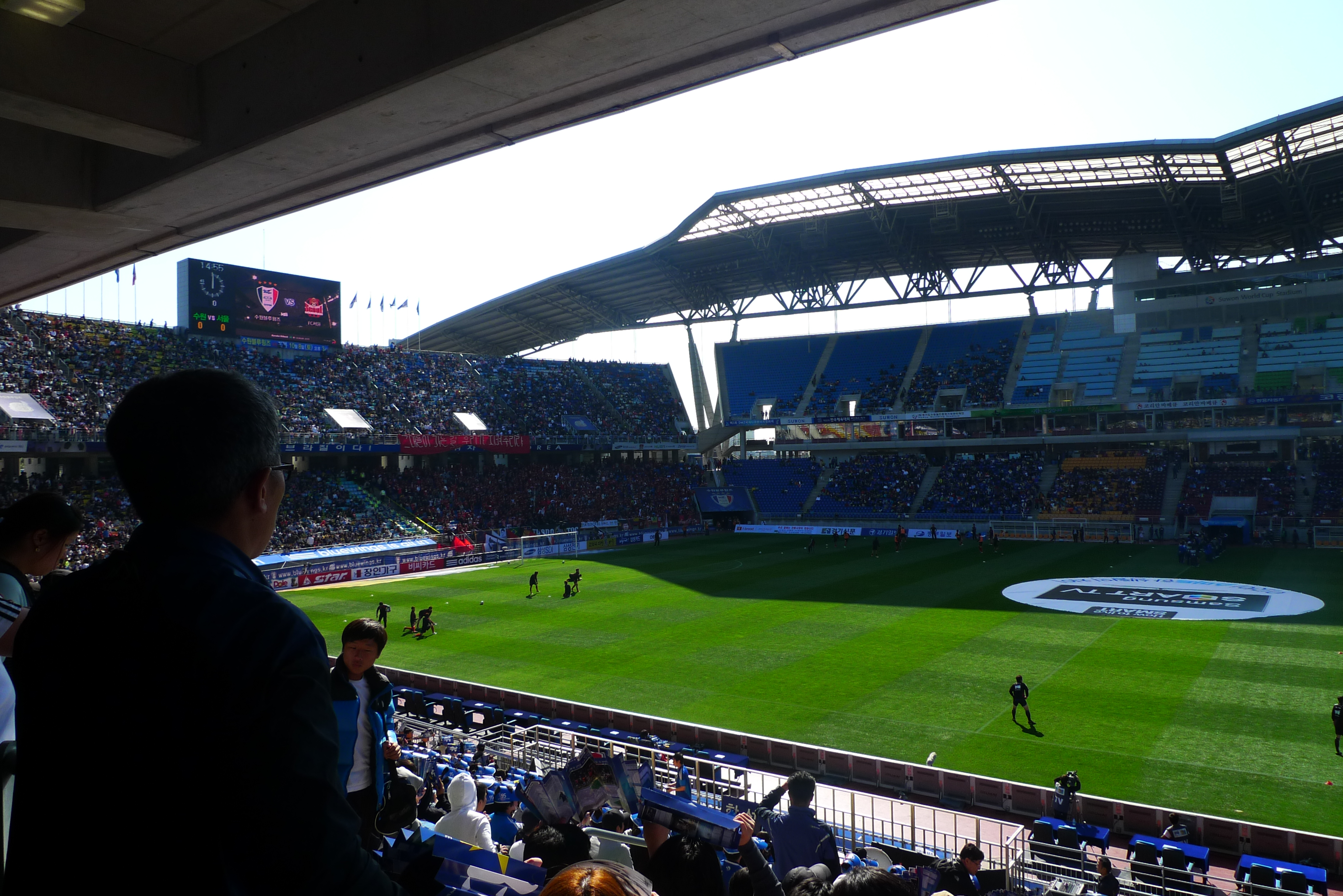
Bên trái sân vận động
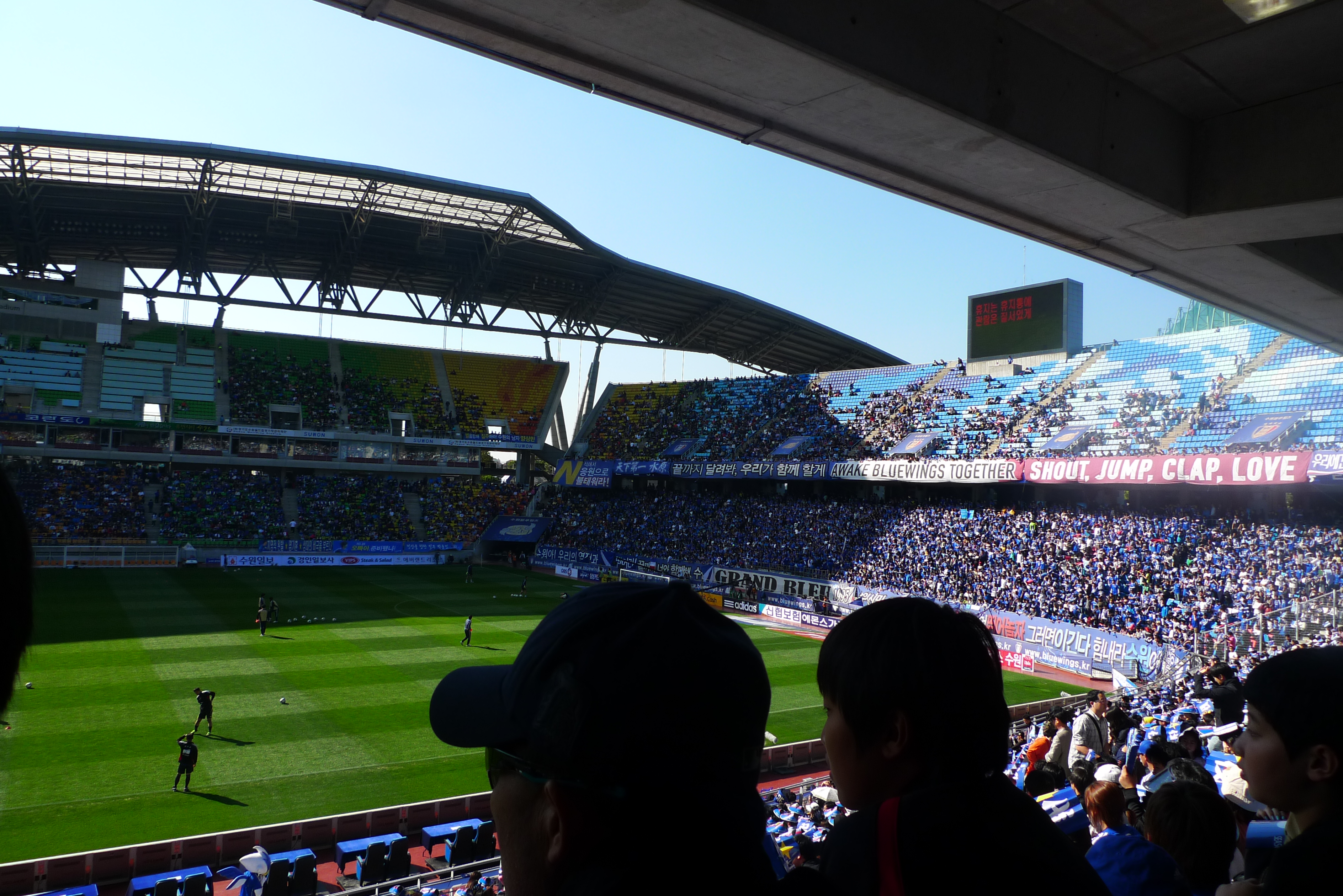
Bên phải sân vận động
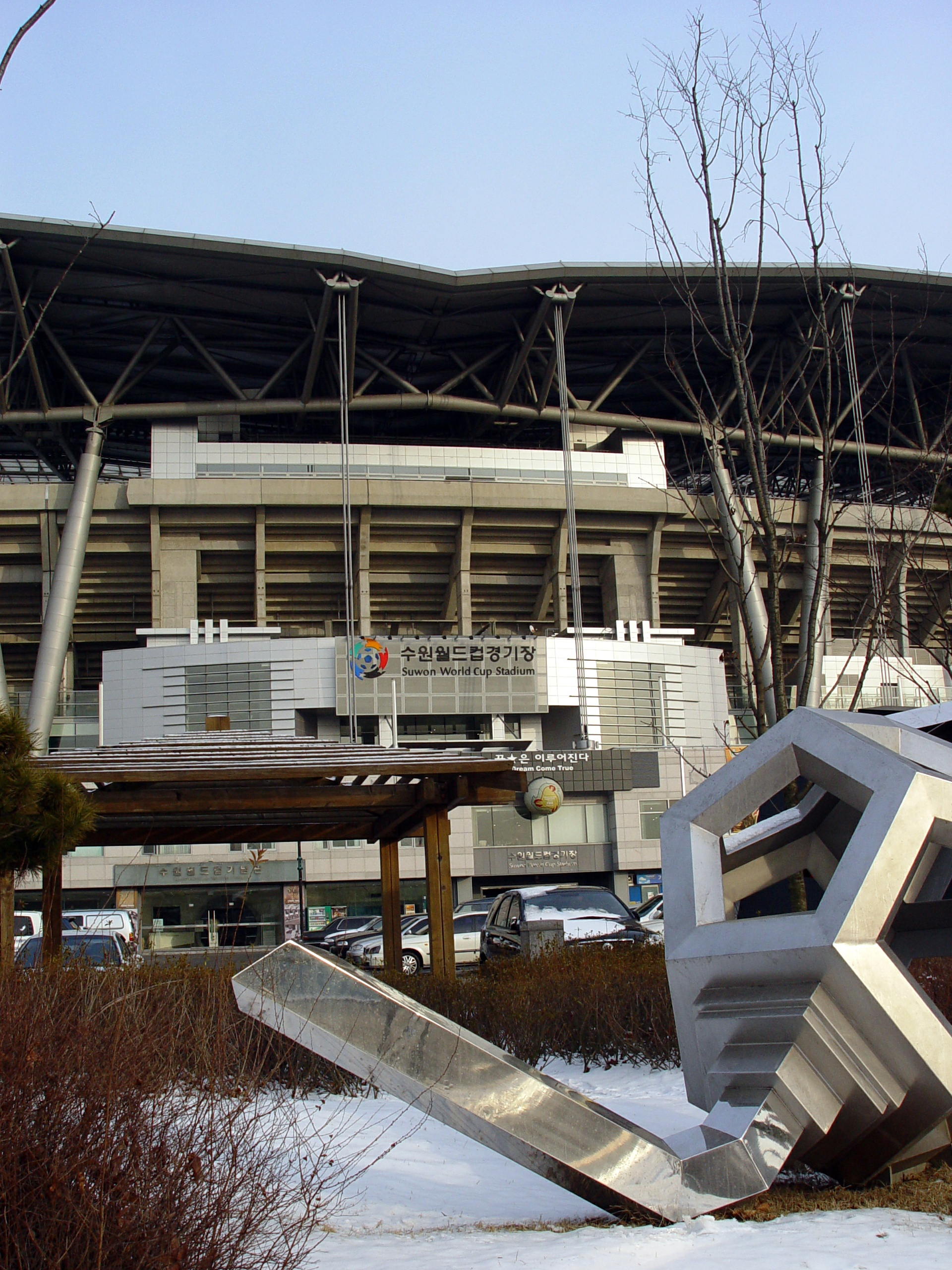
Lối vào